# Luther (1964)
Luther é um telefilme australiano de 1964, do gênero drama biográfico, dirigido por Christopher Muir para a Australian Broadcasting Corporation, com roteiro de Phillip Grenville Mann baseado na peça teatral de John Osborne.

## Elenco
- Terry Norris como Martinho Lutero
- Douglas Kelly
- Brian James
- Syd Conabere
- George Whaley
- James Lynch
- William Lloyd
- Michael Duffield
- Beverley Dunn
- Michael Cole